# 140B busz (Budapest)
A budapesti 140B jelzésű autóbusz a Budaörsi lakótelep és Törökbálint, bevásárlóközpont között közlekedik. A viszonylatot a MÁV Személyszállítási Zrt. üzemelteti.

## Története
A járat 2013. február 1-jén indult 140i jelzéssel. A járat reggel Budaörs felé, délután Törökbálint felé közlekedett, más időpontokban a 140-es busz járt helyette.
2014. március 29-én a 4-es metró átadásával egy időben a 140B jelzést kapta, útvonala csak kis mértékben változott: a budaörsi végállomásától a Szivárvány utca–Szabadság út–Bretzfeld utca helyett a Baross utcán közlekedik. A kimaradó szakaszon a Széll Kálmán térig meghosszabbított 140-es busz pótolja. Ünnepnapokon csak a Törökbálint Sportközpontig közlekedik.
2015. augusztus 31-étől betér a törökbálinti Dióskerthez is.
2017. április 13-ától 23-áig nem érintette a Dióskertet, helyette 140D jelzésű pótlóbusz járt a Dióskert és a Nyár utca között.
2024. május 1-jétől Törökbálinton érinti az új Pannon út megállóhelyet is.

## Útvonala
| Törökbálint, bevásárlóközpont felé |
| Budaörsi lakótelep vá. – Szivárvány utca – Baross utca – Sport utca – Vörösmarty Mihály út – Törökbálint, Raktárvárosi út – Kápolna út – Sváb tér – Géza fejedelem utca – Bajcsy-Zsilinszky utca – Baross Gábor utca – Szent István utca – Kinizsi Pál utca – Régivasútsor utca – Barackos köz – Dulácska utca – Hosszúrét utca – Torbágy utca – Törökbálint, bevásárlóközpont vá. |
| Budaörsi lakótelep felé |
| Törökbálint, bevásárlóközpont vá. – Dulácska utca – Barackos köz – Régivasútsor utca – Kinizsi Pál utca – Szent István utca – Munkácsy Mihály utca – Kápolna utca – Raktárvárosi út – Vörösmarty Mihály út – Budaörs, Sport utca – Baross utca – Szivárvány utca – Budaörsi lakótelep vá.                                                                                          |

## Megállóhelyei
Az átszállás kapcsolatok között a 140-es jelzésű járat nincsen feltüntetve, mivel ugyanazon az útvonalon közlekednek.
| 140B (Budaörsi lakótelep ◄► Törökbálint Sportközpont / Törökbálint, bevásárlóközpont) | 140B (Budaörsi lakótelep ◄► Törökbálint Sportközpont / Törökbálint, bevásárlóközpont) | 140B (Budaörsi lakótelep ◄► Törökbálint Sportközpont / Törökbálint, bevásárlóközpont) | 140B (Budaörsi lakótelep ◄► Törökbálint Sportközpont / Törökbálint, bevásárlóközpont) | 140B (Budaörsi lakótelep ◄► Törökbálint Sportközpont / Törökbálint, bevásárlóközpont) | 140B (Budaörsi lakótelep ◄► Törökbálint Sportközpont / Törökbálint, bevásárlóközpont) | 140B (Budaörsi lakótelep ◄► Törökbálint Sportközpont / Törökbálint, bevásárlóközpont) | 140B (Budaörsi lakótelep ◄► Törökbálint Sportközpont / Törökbálint, bevásárlóközpont) |
| Perc (↓)                                                                              | Perc (↓)                                                                              | Megállóhely                                                                           | Perc (↑)                                                                              | Perc (↑)                                                                              | Átszállási kapcsolatok                                                                |                                                                                       |                                                                                       |
| ------------------------------------------------------------------------------------- | ------------------------------------------------------------------------------------- | ------------------------------------------------------------------------------------- | ------------------------------------------------------------------------------------- | ------------------------------------------------------------------------------------- | ------------------------------------------------------------------------------------- | ------------------------------------------------------------------------------------- | ------------------------------------------------------------------------------------- |
| 0                                                                                     | 0                                                                                     | Budaörsi lakótelep végállomás                                                         | 24                                                                                    | 21                                                                                    | 40, 40B, 140A, 240, 287, 288, 289 755                                                 |                                                                                       |                                                                                       |
| 1                                                                                     | 1                                                                                     | Ifjúság utca                                                                          | 22                                                                                    | 19                                                                                    | 40B, 288, 289                                                                         |                                                                                       |                                                                                       |
| 2                                                                                     | 2                                                                                     | Sport utca                                                                            | ∫                                                                                     | ∫                                                                                     | 188E 755                                                                              |                                                                                       |                                                                                       |
| Budaörs–Törökbálint közigazgatási határa                                              |                                                                                       |                                                                                       |                                                                                       |                                                                                       |                                                                                       |                                                                                       |                                                                                       |
| 4                                                                                     | 4                                                                                     | Méhecske utca                                                                         | 18                                                                                    | 15                                                                                    | 172, 173 755                                                                          |                                                                                       |                                                                                       |
| 6                                                                                     | 6                                                                                     | Raktárváros                                                                           | 16                                                                                    | 13                                                                                    | 172, 173, 286 755                                                                     |                                                                                       |                                                                                       |
| 7                                                                                     | 7                                                                                     | Pannon út                                                                             | 15                                                                                    | 12                                                                                    | 172, 173 755                                                                          |                                                                                       |                                                                                       |
| 8                                                                                     | 8                                                                                     | Tükörhegy                                                                             | 14                                                                                    | 11                                                                                    | 172, 173, 286 755                                                                     |                                                                                       |                                                                                       |
| 9                                                                                     | 9                                                                                     | Bartók Béla utca                                                                      | 13                                                                                    | 10                                                                                    | 88, 88A, 172, 173, 272 755                                                            |                                                                                       |                                                                                       |
| 10                                                                                    | 10                                                                                    | Munkácsy Mihály utca (hősi emlékmű)                                                   | 12                                                                                    | 9                                                                                     | 88, 88A, 172, 173, 272 755                                                            |                                                                                       |                                                                                       |
| 11                                                                                    | 11                                                                                    | Művelődési Ház                                                                        | 11                                                                                    | 8                                                                                     |                                                                                       |                                                                                       |                                                                                       |
| 12                                                                                    | 12                                                                                    | Dióskert                                                                              | 10                                                                                    | 7                                                                                     |                                                                                       |                                                                                       |                                                                                       |
| 13                                                                                    | 13                                                                                    | Művelődési Ház                                                                        | 9                                                                                     | 6                                                                                     |                                                                                       |                                                                                       |                                                                                       |
| 14                                                                                    | 14                                                                                    | Harangláb                                                                             | 7                                                                                     | 4                                                                                     | 88, 88A, 172, 173, 272 755                                                            |                                                                                       |                                                                                       |
| 16                                                                                    | 16                                                                                    | Ady Endre utca                                                                        | 6                                                                                     | 3                                                                                     | 172 755                                                                               |                                                                                       |                                                                                       |
| 17                                                                                    | 17                                                                                    | Őszibarack utca                                                                       | ∫                                                                                     | ∫                                                                                     | 172                                                                                   |                                                                                       |                                                                                       |
| ∫                                                                                     | ∫                                                                                     | Károlyi utca                                                                          | 4                                                                                     | 1                                                                                     | 756                                                                                   |                                                                                       |                                                                                       |
| 18                                                                                    | 18                                                                                    | Törökbálint Sportközpont                                                              | 3                                                                                     | ∫                                                                                     | 756                                                                                   |                                                                                       |                                                                                       |
| ∫                                                                                     | 19                                                                                    | Törökbálint Sportközpont végállomás ünnepnapokon                                      | ∫                                                                                     | 0                                                                                     |                                                                                       |                                                                                       |                                                                                       |
| A szürke hátterű megállókat ünnepnapokon nem érinti.                                  |                                                                                       |                                                                                       |                                                                                       |                                                                                       |                                                                                       |                                                                                       |                                                                                       |
| 19                                                                                    | ∫                                                                                     | Határ utca                                                                            | 2                                                                                     | ∫                                                                                     |                                                                                       |                                                                                       |                                                                                       |
| 21                                                                                    | ∫                                                                                     | Hosszúrét utca                                                                        | ∫                                                                                     | ∫                                                                                     |                                                                                       |                                                                                       |                                                                                       |
| 23                                                                                    | ∫                                                                                     | Törökbálint, bevásárlóközpont végállomás                                              | 0                                                                                     | ∫                                                                                     |                                                                                       |                                                                                       |                                                                                       |